# Ted King (Radsportler)
Edward „Ted“ King (* 31. Januar 1983 in Exeter) ist ein ehemaliger US-amerikanischer Radrennfahrer.
Ted King begann mit dem Radsport erst, als er das College besuchte. Zunächst fuhr er ausschließlich Rennen in den USA. 2005 gehörte er zum U23-Nationalteam der USA.
2006 wurde King Profi beim Team Priority Health. Im Jahr darauf gewann  er die Three Village Tour, 2008 das Hanes Park Classic sowie die Tour of the Hilltowns, 2009 das Lake Auburn Road Race sowie 2010 das  Housatonic Hills Road Race. 2010 startete er bei den Straßen-Weltmeisterschaften. Von 2011 fuhr er für das Cannondale Pro Cycling-Team (früher Liquigas-Cannondale); in diesem Jahr belegte er Rang drei der nationalen Straßenmeisterschaft. 2013 gehörte er zum Aufgebot seines Teams für die Tour de France, schied aber bei seinem ersten Tourstart nach der vierten Etappe wegen Überschreitung des Zeitlimits aus, nachdem er sich die Schulter verletzt hatte. Im Jahr darauf stürzte er erneut zweimal und musste vorzeitig aufgeben. Ende der Saison 2015 beendete er seine aktive Radsportlaufbahn.
King stellte in mehrfacher Hinsicht eine Besonderheit im Team Cannondale dar: Er war der einzige US-Amerikaner, der zudem mit einer Größe von fast 1,90 Metern die meisten seiner Mannschaftskameraden, viele davon Italiener, überragte. Zudem war er der einzige mit einem Universitätsabschluss (in Wirtschaftswissenschaft), der auch Kolumnen für Zeitschriften und andere Websites verfasste.
Nach Ende seiner Laufbahn als Elite-Rennfahrer bestreitet Ted King weiterhin Radrennen im Amateur-Bereich; so gewann er 2016 sowie 2018 das Dirty Kanza.

## Grand-Tour-Platzierungen
| Grand Tour            | 2009 | 2010 | 2011 | 2012 | 2013 | 2014 |
| --------------------- | ---- | ---- | ---- | ---- | ---- | ---- |
| Giro d’ItaliaGiro     | 106  | 114  | –    | –    | –    | –    |
| Tour de FranceTour    | –    | –    | –    | –    | DNF  | DNF  |
| Vuelta a EspañaVuelta | –    | –    | –    | –    | –    | –    |